# سیاه‌پر دم‌بزرگ
سیاه‌پر دم‌بزرگ یا سیاه‌پر مکزیکی (Quiscalus mexicanus) یک پرنده گنجشک‌سان با جثهٔ متوسط و بسیار اجتماعی بومی آمریکای شمالی و جنوبی است. یکی از اعضای تیرهٔ سیاه‌پرگان (Icteridae)، یکی از ۱۰ گونه موجود سیاه‌پر است و ارتباط نزدیکی با سیاه‌پر دم‌قایقی و سیاه‌پر نوک‌باریک منقرض شده دارد. در جنوب و جنوب غربی ایالات متحده، به دلیل پرهای سیاه درخشانش، گاهی به سادگی به عنوان «سیاه‌مرغ» یا (به اشتباه) «کلاغ» یاد می‌شود. با این حال، سیاه‌پرها سردهٔ منحصر به فرد خود را تشکیل می‌دهند که جدا از دیگر «سیاه‌مرغان»، مانند پرنده‌های سیاه‌مرغ بال‌سرخ و سیاه‌مرغ بروئر، با وجود اینکه در یک تیره (Icteridae) هستند. از نظر ظاهری، سیاه‌مرغ بروئر یکی از شبیه‌ترین گونه‌های دیداری به سیاه‌پرها است.

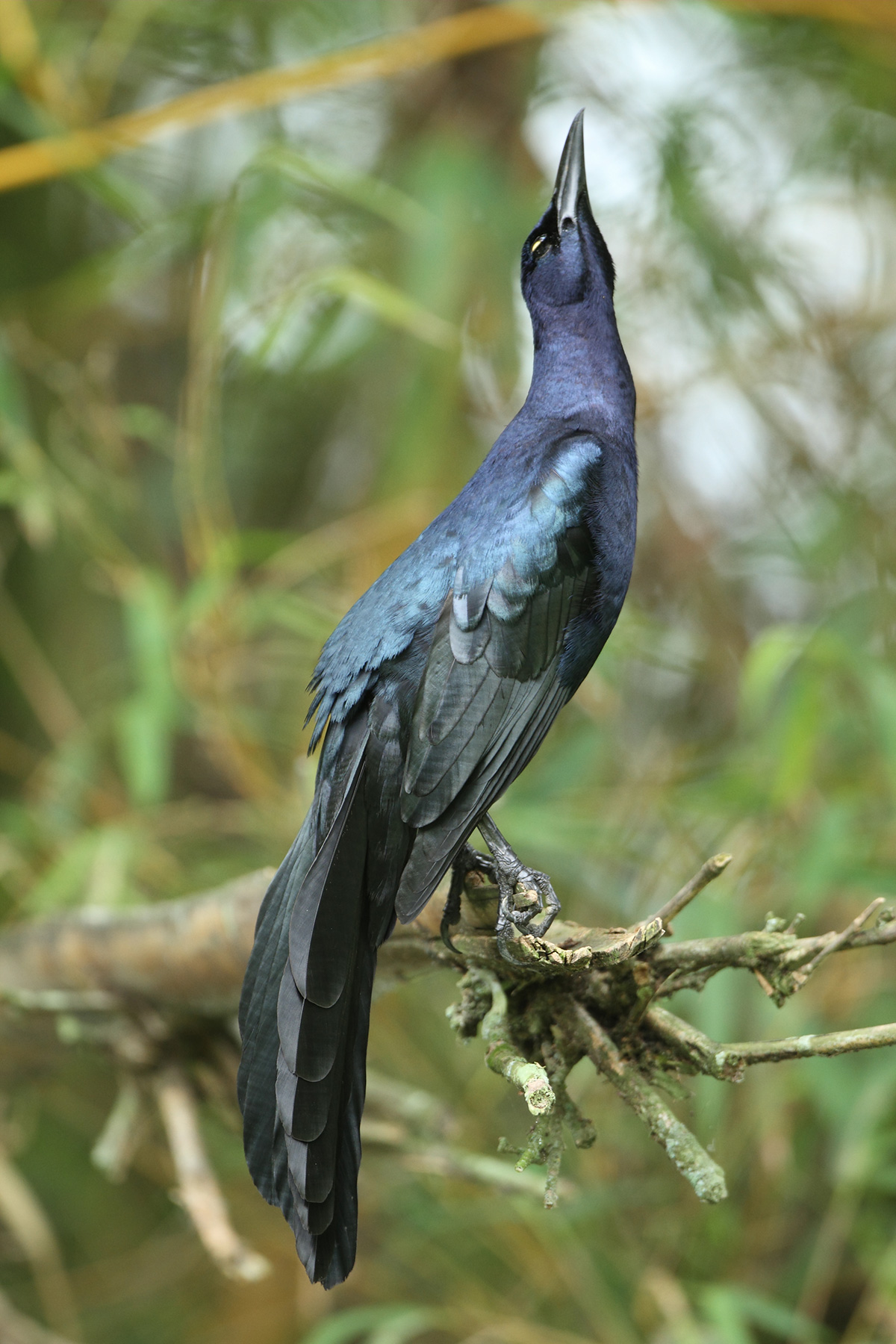
نمایش زادآوری توسط نر در کاستاریکا